# José Cuesta Silva
José Cuesta Silva (n. Capital Federal, 21 de agosto de 1903) fue un kinesiólogo y entrenador argentino de fútbol, también fue jugador de rugby.

## Trayectoria
Cuesta Silva empezó como preparador físico y kinesiólogo, pero a la vez polifacético deportista.
Tenía por costumbre, ente otras, ir todos los sábados a ver boxeo al Luna Park de Buenos Aires.
Como entrenador del Club Atlético Independiente ganó dos campeonatos nacionales, el primero en 1938, donde el rojo gritó campeón por primera vez en el tiempo profesional. Era entrenador del equipo junto con Guillermo Ronzoni. El plantel estaba conformado por la célebre delantera comandada por Arsenio Erico, Antonio Sastre y Vicente De La Mata, entre otros. En 1940 salió subcampeón con un equipo que se venía desmantelando..
Además fue también entrenador de Huracán en 1943, de Platense en 1947 y de San Lorenzo de Almagro en 1949-1950.
Pasó por el fútbol peruano, donde es recordado por ser el primer técnico argentino del Universitario de Deportes y por ser parte de la despedida del gran ídolo del club crema, Lolo Fernández. Días previos al partido contra Alianza Lima estaba en duda su presencia y muchas personas cuestionaban la decisión de Cuesta Silva de incluirlo o no en un partido tan importante.
Luego del partido se puede afirmar que Cuesta acertó ya que Lolo anotó tres goles en el triunfo de la U por 4 a 2 ante su clásico rival.

## Equipos
| Club               | País      | Año       |
| ------------------ | --------- | --------- |
| Independiente      | Argentina | 1938-1940 |
| Huracán            | Argentina | 1943      |
| Platense           | Argentina | 1947      |
| San Lorenzo        | Argentina | 1949-1950 |
| Universitario      | Perú      | 1952-1953 |
| Mariscal Sucre     | Perú      | 1954      |
| Banfield           | Argentina | 1955-1956 |
| Deportes La Serena | Chile     | 1959      |
| Chacarita Juniors  | Argentina | 1966      |
| Carlos A. Mannucci | Perú      | 1967      |

## Palmarés

### Campeonatos nacionales
| Competición                    | Equipo        | Resultado  | Año  |
| ------------------------------ | ------------- | ---------- | ---- |
| Campeonato de Primera División | Independiente | Campeón    | 1938 |
| Campeonato de Primera División | Independiente | Campeón    | 1939 |
| Campeonato de Primera División | Independiente | Subcampeón | 1940 |